# Серганін Михайло Матвійович
Михайло Матвійович Серганін (1889, селище Городищі Московської губернії, тепер 
Оріхово-Зуєвського міського округу Московської області, Російська Федерація — розстріляний 6 вересня 1937, місто Ленінград, тепер Санкт-Петербург, Російська Федерація) — радянський діяч, відповідальний секретар Петроградського районного комітету ВКП(б) міста Ленінграда. Член ЦВК СРСР 6-го скликання, кандидат у члени ЦВК СРСР 5-го скликання. Член Центральної контрольної комісії ВКП(б) у 1927—1930 роках.

## Життєпис
Народився в родині робітника-слюсаря. Трудову діяльність розпочав з одинадцятирічного віку. Працював робітником Путиловського заводу Санкт-Петербурга.
Член РСДРП(б) з 1912 року.
У 1914 році був звільнений із Путиловського заводу за ведення революційної пропаганди. Деякий час працював робітником на заводі Лангезіппена, на Російсько-Балтійському повітроплавному заводі, на аеропланному заводі Лебедєва в Петрограді.
Активний учасник подій Лютневої революції 1917 року в Петрограді. У 1917 році — член Петроградської ради робітничих та солдатських депутатів. Брав участь у Жовтневому перевороті 1917 року в Петрограді.
З грудня 1917 року — голова Новодеревенської районної ради міста Петрограда.
З 1918 року — в Червоній армії, учасник громадянської війни в Росії. Воював на Східному, Туркестанському та Західному фронтах.
З 1920 року — секретар Кронштадтського районного комітету РКП(б); голова Петроградського губернського відділу Спілки комунальних працівників.
З 1926 року — відповідальний секретар Петроградського районного комітету ВКП(б) міста Ленінграда.
На 1934 рік — голова Ленінградської обласної Спілки споживчих товариств.
До липня 1937 року — голова Татарської обласної Спілки споживчих товариств.
3 липня 1937 року заарештований органами НКВС. Виїзною сесією Військової колегії Верховного суду СРСР 6 вересня 1937 року засуджений до вищої міри покарання. Того ж дня розстріляний в місті Ленінграді.
Посмертно реабілітований.